# カール・ベッツ
カール・ベッツ（Carl Betz、1921年3月9日 - 1978年1月18日）は、アメリカ合衆国の俳優。

## 出演作品
- 大強奪 Brink's: The Great Robbery (1976)
- 殺人ブルドーザー Killdozer!  (1974)
- サンフランシスコ用心棒 The Monk (1969)
- カリフォルニア万才 Spinout (1965)
- うちのママは世界一 The Donna Reed Show (1965)
- 真紅の女 The President's Lady (1953)
- 地獄の対決 Inferno (1953)
- パウダー・リバーの対決 Powder River (1953)
- カーソンの無法者（別題 ファイトマネー） City of Bad Men (1953)
- 弁護士ジャッド Judd for the Defense (1967) - テレビドラマ NHKで放送